# 高山澳杨
高山澳杨（学名：Homalanthus alpinus）为大戟科澳杨属下的一个种。